# Ousmane Baldé
Ousmane Baldé (... – Conakry, 25 gennaio 1971) è stato un economista e politico guineense, dal 1963 al 1964 Presidente della Banca Centrale della Repubblica di Guinea e poi Ministro dell'Economia e delle Finanze.

## Biografia
Noto come "Sans Loi", Baldé era stato amico dell'ex presidente Sékou Touré (1958-1984) e molto vicino a Saïfoulaye Diallo, di cui aveva sposato la figlia (il ministro dei dintorni Safiatou Diallo), ed aveva mantenuto legami molto stretti con l'ex presidente Lansana Conté (1984-2008), organizzatore dell'indipendenza del paese. Era poi finito in disgrazia con il successore Alpha Condé (2010-2021). Era poi ritornato al potere grazie ai militari.
Fu arrestato nel 1970 per aver cospirato nell'invasione portoghese della Guinea e condannato ad essere impiccato senza processo nel 1971. insieme a Ibrahima Barry e Magassouba Morida.